# Гай Аррений
Гай Аррений (лат. Gaius Arrennius; III век до н. э.) — римский политический деятель эпохи Второй Пунической войны, народный трибун 210 года до н. э. Вместе со своим коллегой Луцием Аррением он пытался помешать избранию консулами Квинта Фабия Максима и Квинта Фульвия Флакка (первый из них был консулом текущего года, а второй в качестве диктатора руководил выборами. В конце концов сенат признал избрание законным, и трибуны подчинились этому решению. Больше Гай Аррений не упоминается в сохранившихся источниках.